# La demoiselle d'Avignon
La demoiselle d'Avignon (Nederlandse titel:de Jonkvrouw van Avignon, Duitse titel: Das Mädchen von Avignon, Zuid-Afrikaanse titel: Die Meisie van Avignon) was een Franse televisieserie, in Nederland uitgezonden door de NCRV vanaf 8 februari 1972 (13 afleveringen van 26 minuten).

## Plot
La demoiselle d'Avignon vertelt de geschiedenis van Koba Lye-Lye, een prinses, afkomstig uit Kurlande, die zonder geld en incognito François Fonsalette, een diplomaat, ontmoet in Avignon. Deze wordt verliefd op haar zonder dat hij weet dat ze een prinses is. Hierna raken ze elkaar kwijt en benoemt Fonsalette zich tot ambassadeur van het land Kurlande. Een van de rollen in de serie wordt gespeeld door de Nederlandse acteur Bram van der Vlugt.

## Cast
| Acteur              | Personage           |
| ------------------- | ------------------- |
| Marthe Keller       | Koba Lye-Lye        |
| Louis Velle         | François Fonsalette |
| Edmond Ardisson     | Napoleon            |
| Janine Crispin      | Christine           |
| Michelle Rossignol  | Caroline            |
| Jean-Pierre Moutier | Dupont-Bridaine     |
| Nicole Maurey       | Nicole              |
| Bram van der Vlugt  | Rollon              |